# Smithville, Georgia
Smithville är en ort i Lee County i Georgia. Vid 2020 års folkräkning hade Smithville 593 invånare.

## Kända personer från Smithville
- Tampa Red, musiker